# Craig Webster
Craig Webster (* 23. November 1957 in Regina) ist ein ehemaliger kanadischer Eisschnellläufer.
Webster nahm von 1976 bis 1980 an internationalen Wettbewerben teil. Dabei kam er bei den Juniorenweltmeisterschaften 1976 in Madonna di Campiglio auf den 23. Platz, bei den Juniorenweltmeisterschaften 1977 in Inzell auf den vierten Rang und bei den Juniorenweltmeisterschaften 1978 in Montreal auf den 17. Platz im Kleinen Vierkampf. Bei der Mehrkampfweltmeisterschaft 1978 in Göteborg belegte er den 28. Platz und bei der Mehrkampfweltmeisterschaft 1979 in Oslo den 24. Rang im Großen Vierkampf. In der Saison 1979/80 lief er bei der Mehrkampfweltmeisterschaft 1980 in Heerenveen auf den 22. Platz im Großen Vierkampf und bei seiner einzigen Teilnahme an Olympischen Winterspielen im Februar 1980 in Lake Placid auf den 27. Platz über 1000 m, auf den 23. Rang über 1500 m sowie auf den 20. Platz über 5000 m. Seine Schwester Brenda Webster nahm ebenfalls als Eisschnellläuferin an den Olympischen Winterspielen 1980 teil.

## Persönliche Bestzeiten
| Disziplin | Zeit         | Datum             | Ort       |
| --------- | ------------ | ----------------- | --------- |
| 500 m     | 39,60 s      | 27. Dezember 1979 | Saskatoon |
| 1000 m    | 1:19,01 min  | 20. Januar 1980   | Davos     |
| 1500 m    | 2:00,20 min  | 25. Januar 1979   | Davos     |
| 3000 m    | 4:14,95 min  | 8. Dezember 1979  | Inzell    |
| 5000 m    | 7:21,28 min  | 25. Januar 1979   | Davos     |
| 10.000 m  | 16:01,34 min | 9. Januar 1980    | Innsbruck |